# Willard Louis
Willard Louis (ur. 19 kwietnia 1882 w San Francisco, zm. 22 lipca 1926 w Glendale) – amerykański aktor filmowy  epoki filmu niemego.

## Wybrana filmografia
- A Man of Sorrow (1916)
- The Man from Bitter Roots (1916)
- The Battle of Hearts (1916)
- The Fires of Conscience (1916)
- The Island of Desire (1917)
- The Book Agent (1917)
- A Tale of Two Cities (1917)
- Madame Du Barry (1917)
- A Branded Soul (1917)
- One Touch of Sin (1917)
- The Unpainted Woman (1919)
- Love Insurance (1919)
- The Loves of Letty (1919)
- The Scarlet Shadow (1919)
- What Am I Bid? (1919)
- Madame X (1920)
- A Slave of Vanity (1920)
- Moonlight and Honeysuckle (1921)
- Robin Hood (1922)
- Only a Shop Girl (1922)
- Vanity Fair (1923)
- The Marriage Market (1923)
- Her Marriage Vow (1924)
- A Lady of Quality (1924)
- Daddies (1924)
- Three Women (1924)
- Babbitt (1924)
- Beau Brummel (1924)
- The Lover of Camille (1924)
- A Broadway Butterfly (1925)
- Eve's Lover (1925)
- The Man Without a Conscience (1925)
- Kiss Me Again (1925)
- Hogan's Alley (1925)
- Three Weeks in Paris (1925)
- His Secretary (1925)
- The Love Toy (1926)
- Madamoiselle Modiste (1926)
- The Shamrock Handicap (1926)
- Don Juan (1926)
- The Honeymoon Express (1926)